# Битва за Тулаги, Гавуту и Танамбого
Битва за Тулаги, Гавуту и Танамбого (англ. Battle of Tulagi and Gavutu–Tanambogo, яп. フロリダ諸島の戦い Фурорида-сёто: но татакаи, «Битва за Флоридские острова») — сражение на тихоокеанском театре военных действий Второй мировой войны между силами японского флота и войсками союзников (главным образом морской пехотой США), происходившее 7-9 августа 1942 года на Соломоновых островах во время высадки десанта союзников на острова на начальном этапе битвы за Гуадалканал.
В сражении морские пехотинцы под командованием генерал-майора Александера Вандегрифта успешно высадились и захватили острова Тулаги, Гавуту и Танамбого, на которых японский флот строил военно-морскую базу и базу гидросамолётов. Десанту оказали ожесточённое сопротивление японские моряки, которые, несмотря на численное превосходство противника и слабое вооружение, фанатично сражались до последнего человека.
Одновременно с высадкой на Тулаги, Гавуту и Танамбого войска союзников также высадились на соседнем острове Гуадалканал с целью захвата строящегося японского аэродрома. В отличие от кровопролитной борьбы на Тулаги и Гавуту, десант на Гуадалканале в основном не встретил сопротивления. С высадки на Тулаги и Гуадалканале началась шестимесячная Гуадалканальская кампания и серия сражений с переменным успехом между войсками союзников и Японии в районе Соломоновых островов.

## Предшествующие события
7 декабря 1941 года японцы начали военные действия против США на Тихом океане нападением на гавань Пёрл-Харбор на Гавайских островах. В результате нападения были потоплены и повреждены большинство американских линкоров, война между двумя государствами началась. Первоочередными задачами японского командования в войне стали нейтрализация американского флота, захват месторождений природных ресурсов и организация стратегических военных баз для защиты Японской империи в Азии и на Тихом океане. Для решения этих задач японские войска захватили и получили контроль над Филиппинами, Таиландом, Малайей, Сингапуром, Голландской Ост-Индией, Уэйком, островами Гилберта, Новой Британией и Гуамом.
Японцы предприняли две попытки расширить свой периметр обороны на юге и в центральной части Тихого океана в сражениях в Коралловом море (в мае 1942 года) и при Мидуэе (в июне 1942 года). Эти два сражения стали стратегическими победами Союзников, в результате чего они перехватили инициативу и получили возможность начать наступательные действия против Японии на Тихом океане. Союзники выбрали направление на Соломоновы острова, в первую очередь на южную часть архипелага: Гуадалканал, Тулаги и Флоридские острова для первого наступления.
В рамках операции, которая стала результатом сражения в Коралловом море, японский флот отправил войска оккупировать Тулаги и близлежащие острова южных Соломоновых островов. Эти войска, главным образом из 3-го отряда морской пехоты Куре, высадились на Тулаги 3 мая 1942 года и начали строительство базы гидросамолётов, цистерн для заправки кораблей и базы снабжения на Тулаги и близлежащих островах Гавуту, Танамбога и Флорида, все из них вскоре начали функционировать. Союзники узнали об увеличении активности японцев на Тулаги в начале июля 1942 года, когда японский флот начал строительство большого аэродрома у мыса Лунга на Гуадалканале. К августу 1942 японский контингент насчитывал 900 солдат на Тулаги и близлежащих островах, а также 2800 человек (главным образом корейские и японские строители на Гуадалканале. После завершения строительства аэродром должен был защищать японскую базу в Рабауле, нападать на линии снабжения стран союзников, а также стать плацдармом для возможной будущей оккупации Фиджи, Новой Каледонии и Самоа (Операция ФС).

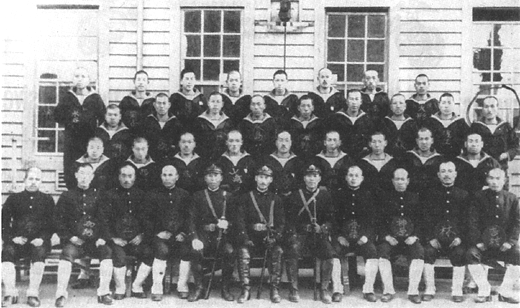
Японские офицеры и старшины 3-го отряда морской пехоты Куре, которые были высажены на Тулаги в мае 1942 года и почти все погибли во время высадки Союзников 7-9 августа 1942 года.

План Союзников по захвату южных Соломоновых островов был предложен адмиралом США Эрнестом Кингом, главнокомандующим флотом США. Он предложил наступление на южные Соломоновы острова, чтобы предотвратить создание японцами там военных баз, с которых они смогут нарушать снабжение между США и Австралией, и использовать их как плацдарм для военной кампании с целью захвата или нейтрализации главной японской базы в Рабауле, поддержав войска Союзников, принимающие участие в Новогвинейской кампании, с возможной целью открыть путь США для возврата Филиппин. Адмирал США Честер Нимиц, командующий силами Союзников на Тихом океане, создал штаб войск на Южнотихоокеанском театре военных действий под командованием вице-адмирала Роберта Л. Гормли для руководства наступлением Союзников на Соломоновых островах.
В процессе подготовки наступления в мае 1942 года генерал-майор США Александер Вандегрифт приказал передислоцировать 1-ю дивизию морской пехоты из США в Новую Зеландию. Другие сухопутные, морские и воздушные подразделения Союзников были переправлены на базы в Фиджи, Самоа и Новой Каледонии. Эспириту-Санто на Новых Гебридах был выбран штаб-квартирой и главной базой для предстоящего наступления, получившего кодовое название Уотчтауэр, и начальная дата которого была назначена на 7 августа 1942 года. Первоначально наступление Союзников планировалось только на Тулаги и острова Санта-Крус, исключая Гуадалканал. Тем не менее, после получения разведывательных данных о строительстве японцами аэродрома на Гуадалканале, захват аэродрома был включён в план, а острова Санта-Крус исключены.
Для осуществления операции Уотчтауэр Союзники собрали экспедиционный флот из 75 военных и транспортных кораблей, в который вошли корабли из США и Австралии, и который объединился возле Фиджи 26 июля 1942 года и провёл одни десантные учения до того, как отправился к Гуадалканалу 31 июля. Вандегрифт был назначен главнокомандующим 16 000 солдат Союзников (преимущественно морских пехотинцев США), непосредственно принимающих участие в высадке и он должен был лично командовать высадкой на Гуадалканале. Командующим 3 000 морских пехотинцев, выделенных для десанта на Тулаги и близлежащих островах Флорида, Гавуту и Танамбого был назначен бригадный генерал Уильям Х. Рупертус на транспортном корабле Невилл.

### Подготовка к сражению

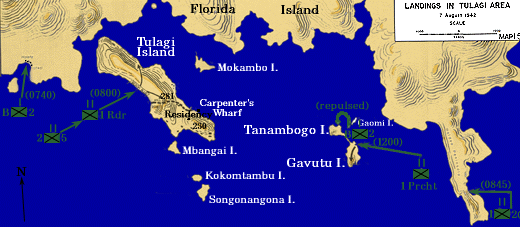
Маршруты амфибийных сил Союзников перед высадкой на островах Флорида, Тулаги и Гавуту-Танамбого 7 августа 1942 года.

Плохая погода позволила экспедиционным силам Союзников приблизиться к Гуадалканалу незамеченными японцами до утра 7 августа. Японцы перехватили радиопереговоры от подходящих кораблей Союзников и приготовились отправить разведывательные самолёты на рассвете. Корабли с десантом были разделены на две группы, одна должна была направляться к Гуадалканалу, а вторая предназначалась для захвата Тулаги, Флориды и Гавуту-Танамбого. Самолёты с авианосца Уосп сбросили бомбы на позиции Японцев на Тулаги, Гавуту, Танамбого и Флориде обстреляли и уничтожили 15 японских гидросамолётов, плавающих в районе якорной стоянки у островов. Некоторые из самолётов прогревали двигатели, собираясь взлететь, и были потеряны вместе с экипажами и техническим персоналом.
Крейсер Сан Хуан и эсминцы Монссен и Бьюкенен провели бомбардировку предполагаемых зон высадки на островах Тулаги и Флорида. Для прикрытия десанта на Тулаги, Гавуту и Танамбого морские пехотинцы из 1-го батальона 2-го полка морской пехоты совершили высадку на остров Флорида в 07:40, не встретив никакого сопротивления. Их вели проводники — австралийские солдаты, такие как лейтенант Фрэнк Стэкпул, который был знаком с районом Тулаги-Флорида, где ранее жил и работал.

## Сражение за Тулаги
В 08:00 два батальона морской пехоты, в том числе 1-й рейдерский батальон подполковника Мерритта А. Эдсона (рейдеры Эдсона) и 2-й батальон 5-го полка морской пехоты (2/5), не встретив сопротивления, совершили высадку на западный берег Тулаги примерно на середине продолговатого острова. Кораллы у берега не давали десантному катеру приблизиться к нему. Тем не менее, морские пехотинцы смогли пройти вброд около 100 метров без противодействия со стороны японских солдат, для которых высадка стала неожиданностью и не смогли оказать вначале организованного сопротивления врагу. В то же самое время японские войска на Тулаги и Гавуту, а именно 3-й отряд морской пехоты Куре и военнослужащие Йокогамской авиагруппы под командованием капитана Сигэтоси Миядзаки, передали своему командиру в Рабауле, капитану Садаёси Ямаде, что они подверглись нападению, уничтожили своё оборудование и документы, и передали сообщение: «Врагов намного больше, чем нас, мы будем сражаться до последнего человека». Масааки Судзуки, командир подразделения морской пехоты, приказал своим солдатам занять предварительно подготовленные оборонительные позиции на Тулаги и Гавуту.

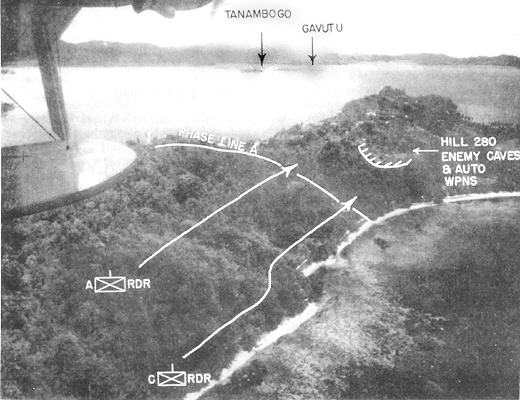
Карта, нанесённая поверх аэрофотографии Тулаги. Обозначены направления наступления морских пехотинцев на юго-восточном конце острова и центр японских оборонительных позиций в районе высоты 281.

Морские пехотинцы из 2-го батальона высадились на северо-западной оконечности Тулаги и присоединились к рейдерам Эдсона в наступлении на юго-восточною часть острова. В течение дня они продвигались к месту назначения, погасив при этом несколько изолированных очагов японского сопротивления. Около полудня Судзуки переместил свою главную линию обороны на 9°06′26″ ю. ш. 160°08′56″ в. д. холм, получивший от американцев название Высота 281 (Высота 280 в некоторых источниках) по высоте холма — и близлежащему ущелью, расположенному на юго-восточной оконечности острова. Японская оборона включала в себя десятки туннелей и пещер, проложенных в известняковых скалах холма, а также пулемётные гнёзда, обложенные мешками с песком. Морские пехотинцы подошли к линии обороны в сумерках, оценив, что дневного света недостаточно для проведения полномасштабной атаки, они окопались перед наступлением ночи.
Ночью, начиная с 22:30 японцы пять раз атаковали позиции морских пехотинцев. Наступления представляли собой фронтальные атаки, чередующиеся с индивидуальными вылазками и просачиванием малых групп к командному пункту Эдсона, что иногда приводило к рукопашным схваткам с морскими пехотинцами. Японцы на какое-то время прорвали линию морской пехоты и захватили один (?) пулемёт, но вскоре были отброшены. Ценой больших потерь морские пехотинцы до утра удерживали свои позиции. Японцы также понесли большие потери в ночных атаках. Ночью один из морских пехотинцев, Эдуард Х. Оренс, убил 13 японцев, наступавших на его позицию, но был сам убит в бою. Описывая японские атаки этой ночи, очевидец рейдер Пит Спарацино говорил:

…опустилась полная темнота. Мы продвигались вперёд… и слышали их болтовню. Затем враг нашёл брешь и побежал в открывшийся проход. Брешь была ликвидирована, когда другой отряд закрыл ворота. Некоторые японцы подползли на 20 ярдов [~18 метров] к отряду (Фрэнка) Гилдона. Фрэнк начал бросать гранаты из положения лёжа. Его гранаты ложились в 15 ярдах от нашей позиции (и) нам приходилось пригибаться, когда они взрывались. Враг был повсюду. Зверская и беспощадная была битва. Нам приходилось быть осторожными, чтобы не убить своих же товарищей. Мы очень устали, но должны были быть настороже, а то бы мы погибли бы…
Оригинальный текст (англ.)"...full darkness set in.  There was movement to the front...you could hear them jabbering.  Then, the enemy found a gap and began running through the opening.  The gap was (sealed) when another squad closed the gate.  Some Japanese had crawled within 20 yards of (Frank) Guidone's squad.  Frank began throwing grenades from a prone position.  His grenades were going off 15 yards from our position (and) we had to duck as they exploded.  The enemy was all around.  It was brutal and deadly.  We had to be careful not to kill our comrades.  We were tired but had to stay awake or be dead."

На рассвете 8 августа, шесть японских лазутчиков, скрываясь под балконом бывшей штаб-квартиры Британской колониальной администрации, застрелили трёх морских пехотинцев. В течение пяти минут лазутчики были ликвидированы гранатами. Позднее в то же утро морская пехота после высадки подкрепления в виде 2-го батальона 2-го полка морской пехоты (2/2), окружила Высоту 281 и ущелье и стала обстреливать позиции японцев из минометов, а затем атаковали обе позиции, подрывая входы в пещеры взрывчаткой, чтобы похоронить японских солдат, укрывающихся в пещерах, заживо, и захватить позиции, находящиеся непосредственно рядом с холмом и ущельем. Используя такой метод, морские пехотинцы уничтожили отдельные позиции японцев. Японское сопротивление в целом было подавлено после обеда, хотя в течение несколько дней были обнаружены и убиты ещё несколько солдат противника. В боях за Тулаги погибло 307 японских и 45 американских солдат. Три японских солдата были взяты в плен.

## Бои за Гавуту-Танамбого

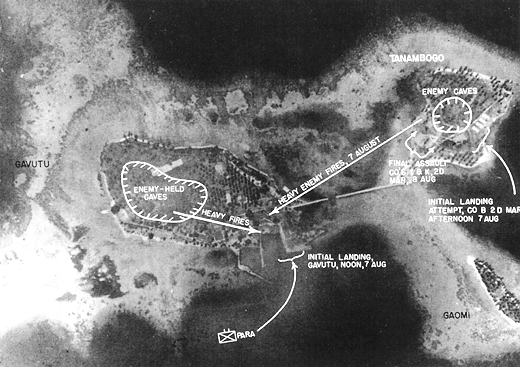
Карта поверх аэрофотоснимка, отмечены направления атак американской морской пехоты на Гавуту и Танамбого.

На близлежащих островках Гавуту и Танамбого размещалась японская база гидросамолётов. В состав базы входили 536 японских военнослужащих из Йокогамской авиагруппы и 3-го отряда морской пехоты Куре, а также корейские, японские гражданские техники и рабочие из 14-го строительного подразделения. Два островка имели коралловое происхождение, высоту около 42 метров каждый и были соединены друг с другом дамбой длиной 500 метров. Высоты на Гавуту и Танамбого получили у американцев названия Высоты 148 и 121 соответственно по их высоте в футах. Японцы на обоих островках укрепились в бункерах и пещерах, построенных на двух холмах. Кроме того, на обоих островках были установлены пулемёты, причём острова находились в пределах дальности огня пулемёта соседнего острова. Американцы ошибочно полагали, что на островках находится гарнизон только из 200 морских пехотинцев и строительных рабочих.
7 августа 12:00 Гавату был атакован 1-м парашютным батальоном морской пехоты численностью 397 человек. Атака была запланирована на полдень, так как не хватало авиации для одновременного прикрытия десантов на Гуадалканале, Тулаги и Гавуту. Предшествующий обстрел разрушил рампу гидросамолётов, в результате чего десантные корабли должны были высадить морскую пехоту в более открытом месте на близлежащем небольшом пляже и в доках в точке 9°06′53″ ю. ш. 160°11′19″ в. д.. Огонь японских пулемётов привёл к большим потерям среди морской пехоты США, убив или ранив каждого десятого, так как они, продвигаясь по острову, попали под перекрёстный огонь с обоих островков.
Морские пехотинцы смогли установить два пулемёта Браунинга, которыми они стали подавлять огонь из пещер Гавуту, что позволило продолжить высадку и продвинуться вглубь острова. Ожидая прикрытие, морские пехотинцы рассредоточились и в скором времени их положение стало критическим. Капитан Джордж Стэллингс, командовавший батальоном, приказал морским пехотинцам начать плотный огонь пулемётов и миномётов по позициям японских пулемётчиков на Танамбого. Вскоре американские пикирующие бомбардировщики сбросили несколько бомб на Танамбого, уменьшив интенсивность огня с этого острова.
Примерно через два часа морские пехотинцы достигли и поднялись на Высоту 148. Продвигаясь на вершину, морские пехотинцы зачищали позиции японцев на холме, с большей части которого продолжал идти огонь, с помощью взрывчатки, гранат, и вступая в рукопашную схватку. Достигнув вершины холма морские пехотинцы также получили возможность увеличить интенсивность огня на Танамбого. Командир батальона морской пехоты на Гавуту радировал генералу Рупертусу, запрашивая подкрепления до начала атаки на Танамбого.
Большая часть из 240 японских защитников Танамбого была лётным и техническим персоналом Йокогамской авиагруппы. Рупертус отправил только одну роту морских пехотинцев из 1-го батальона 2-го полка морской пехоты с острова Флорида на помощь наступающим на Танамбого, проигнорировав мнение членов своего штаба о том, что одной роты для этого недостаточно. Ошибочно полагая, что Танамбого имеет слабую защиту, эта рота направилась в амфибийную атаку прямо на Танамбого сразу после наступления темноты 7 августа. Освещённые залпами артиллерийского огня американских военных кораблей, обстреливающих остров, 5 десантных кораблей морской пехоты попали под плотный огонь после того как они приблизились к берегу, многие моряки на них погибли или были ранены, три катера были тяжело повреждены. Осознав непригодность своей позиции, командир роты приказал оставшимся катерам забрать раненых, а сам с дюжиной пехотинцев, которые уже высадились, по дамбе перебежал на Гавуту. Японцы на Танамбого потеряли только 10 человек погибшими во время боевых действий в этот день.

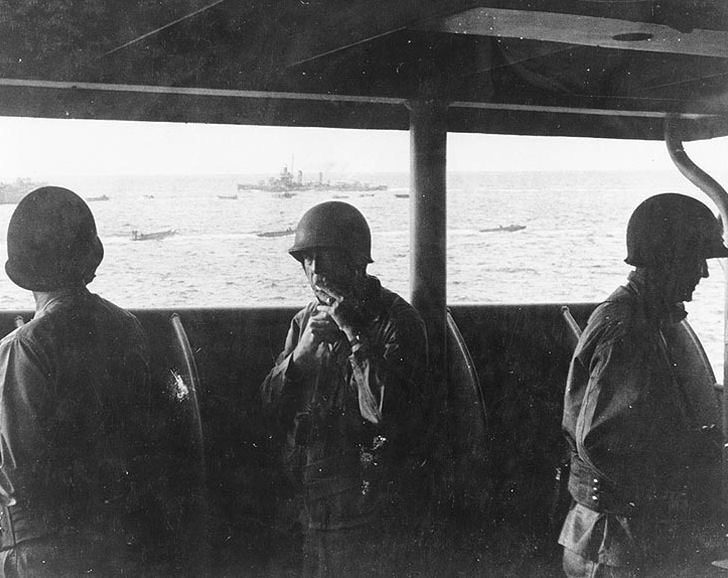
Бригадный генерал Рупертус (в центре) руководит наступлением на Тулаги, Гавуту и Танамбого со своего корабля 7 или 8 августа. На заднем плане десантный корабль и эсминец.

 В течение всей ночи японцы предпринимали атаки морских пехотинцев на Гавуту под прикрытием тропических штормов, Вандегрифт приготовился выслать подкрепления в помощь наступающим на Танамбого. 3-й батальон 2-го полка морской пехоты (3/2) всё ещё находился на кораблях у Гуадалканала, готовый присоединиться к атакующим Танамбого 8 августа.
В 10:00 8 августа началась высадка десанта из третьего батальона на Гавуту. Позже они принимают участие в разрушении оставшихся оборонительных сооружений на острове, которое завершилось к полудню. Затем 3-й батальон приготовился к атаке на остров Танамбого. Морские пехотинцы на Гавату были обеспеченны огневой поддержкой перед атакой. В ходе подготовки к штурму были вызваны пикировщики с американских авианосцев и артиллерийский огонь кораблей. После того, как самолёты случайно сбросили бомбы на американских морских пехотинцев на Гавуту, убив четырёх человек, последующая авиационная поддержка была отменена. Тем не менее, легкий крейсер Сан Хуан безошибочно посылал залп за залпом на нужный остров, бомбардируя Танамбого в течение 30 минут. Морские пехотинцы возобновили наступление в 16:15 одновременно с десантных катеров и по дамбе и, при поддержке двух лёгких танков «Стюартов», двинулись на японские оборонительные позиции. Один из танков, который остановился и оказался изолированным от морских пехотинцев, был окружён «взбешённой толпой» примерно 50 японцев. Они подожгли танк, убив двух членов экипажа и избив двух других танкистов до того, когда большинство из них было убито морскими пехотинцами. Американцы позднее насчитали 42 японских трупа вокруг сгоревшего остова танка, включая офицера Йокогамской авиагруппы и нескольких пилотов гидросамолётов. Один из японцев, выживших после атаки на танк, писал: «Я помню, я видел своего командира капитана 3-го ранга Сабуро Кацуту на башне танка. Это был последний раз, когда я его видел».
В течение дня морские пехотинцы методично взрывали входы в пещеры, уничтожив большинство из них к 21:00. Несколько выживших японцев провели одиночные вылазки в течение всей ночи, которые заканчивались рукопашной схваткой. К полудню 9 августа японское сопротивление на Танамбого закончилось. Во время боёв за Гавуту и Танамбого погибло 476 японских солдат и 70 американских морских пехотинцев и моряков. Из 20 военнопленных, захваченных в бою, большинство было не японскими военнослужащими, а корейскими строителями, входившими в японское строительное подразделение.

## Высадка на Гуадалканале

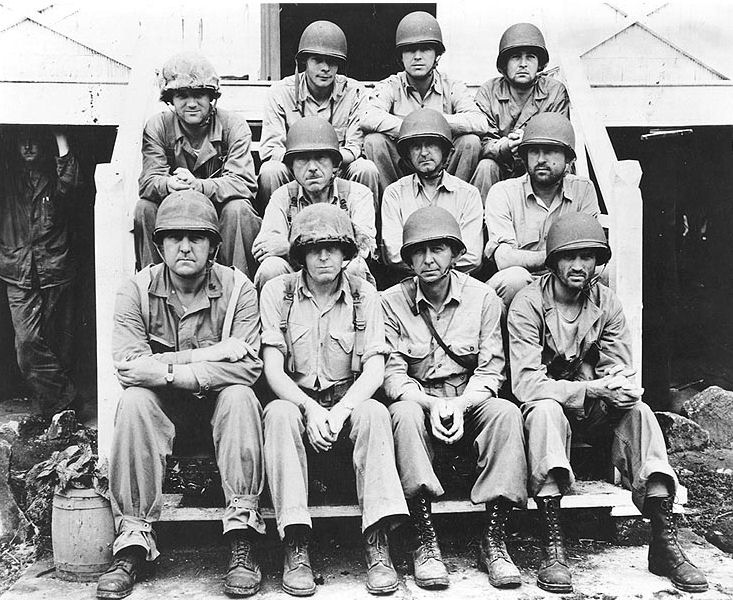
Офицеры морской пехоты, командовавшие подразделениями во время наступления на Тулаги на групповой фотографии сразу после боя.

В отличие от высадки на Тулаги, Гавуту и Танамбого, десант на Гуадалканале встретил гораздо меньшее сопротивление. В 09:10 7 августа генерал Вандегрифт с 11,000 морских пехотинцев высадился на Гуадалканале между мысами Коли и Лунга. Направившись по направлению к мысу Лунга, они не встретили никакого сопротивления, кроме густого тропического леса, и остановились на ночь на расстоянии около 1000 метров от аэродрома у мыса Лунга. На следующий день, снова встречая лишь незначительное сопротивление, морские пехотинцы подошли к реке Лунга и захватили аэродром к 16:00 8 августа. Японские строительные подразделения покинули зону аэродрома, оставив продовольствие, стройматериалы и строительное оборудование, а также автомобили.

## Последующие события
Во время сражения около 80 японцев с Тулаги и Гавуту-Танамбого вплавь добрались до острова Флорида. Тем не менее, все они потом были найдены и ликвидированы морскими пехотинцами и британскими патрулями в течение следующих двух месяцев.
Союзники в скором времени стали использовать якорную стоянку у Тулаги, одну из лучших естественных гаваней в южной части Тихого океана, построив морскую базу и заправочную станцию. Во время кампании на Гуадалканале и Соломоновых островах Тулаги выполнял функцию важной базы для морских операций союзников. С того момента, как японский флот получил контроль над окружающим морем в тёмное время суток и в течение всей Гуадалканальской кампании, корабли союзников у Гуадалканала, которые не могли выйти в море до рассвета, обычно находили укрытие в гавани Тулаги. Корабли, повреждённые в морских боях с августа по декабрь 1942 года, обычно бросали якорь в гавани Тулаги и проходили временный ремонт до того, как уходили в тыловые порты на капитальный ремонт.
Во время Гуадалканальской кампании остров Тулаги являлся базой американских торпедных катеров. Эти торпедные катера участвовали в попытках пресечения рейсов «Токийского экспресса», которые подвозили подкрепления и снабжение японским войскам на Гуадалканале. Кроме небольшого контингента, оставшегося для строительства, гарнизонной службы, обслуживания и защиты базы на Тулаги, большая часть морских пехотинцев, захвативших Тулаги и близлежащие острова, была передислоцирована на Гуадалканал для защиты аэродрома, позже названного союзниками Хендерсон-Филд, и расположенного у мыса Лунга, который стал целью всех будущих важнейших наземных сражений во время битвы за Гуадалканал.

## Память
Эскортный авианосец ВМС США Тулаги, находящийся в строю с 1943 по 1946 годы, получил название в память о десанте на одноимённый остров.